# Saint-Maurice-de-Lestapel
Saint-Maurice-de-Lestapel is een gemeente in het Franse departement Lot-et-Garonne (regio Nouvelle-Aquitaine) en telt 108 inwoners (2009). De plaats maakt deel uit van het arrondissement Villeneuve-sur-Lot.

## Geografie
De oppervlakte van Saint-Maurice-de-Lestapel bedraagt 7,5 km², de bevolkingsdichtheid is dus 14,4 inwoners per km².
De onderstaande kaart toont de ligging van Saint-Maurice-de-Lestapel met de belangrijkste infrastructuur en aangrenzende gemeenten.

## Demografie
Onderstaande figuur toont het verloop van het inwonertal (bron: INSEE-tellingen).